# Biserica de rit vechi ortodox din Cunicea
Biserica de rit vechi ortodox este o biserică amplasată în Cunicea, raionul Florești, Republica Moldova. Este un monument arhitectural de importanță națională inclus în Registrul monumentelor Republicii Moldova ocrotite de stat cu nr. 223 (raionul Camenca). Datează de la înc. sec. XX.